# Tavola degli integrali definiti
Questa pagina contiene una tavola degli integrali definiti.
Per altri integrali vedi le tavole di integrali.
Esistono molte funzioni integrabili la cui primitiva non si può esprimere in forma chiusa, cioè con un'espressione costruita con funzioni note. Tuttavia alcuni integrali definiti di queste funzioni possono essere espressi in forma chiusa. La prima sezione di questa pagina ne presenta alcuni esempi di uso comune.
Alcuni integrali definiti con funzione integranda dipendente da parametri individuano funzioni di tali parametri che presentano elevato interesse e che quindi conviene considerare come funzioni speciali caratterizzate da un simbolo e un nome: le definizioni di alcune di queste funzioni costituiscono la seconda sezione di questa pagina.

## Integrali generalizzati più comuni
{\displaystyle \int _{0}^{+\infty }{{\sqrt {x}}\,e^{-x}\,\mathrm {d} x}={\frac {1}{2}}{\sqrt {\pi }}}
{\displaystyle \int _{0}^{+\infty }{e^{-{\frac {x^{2}}{2}}}\,\mathrm {d} x}={\sqrt {\frac {\pi }{2}}}} (integrale di Gauss) o {\displaystyle \int _{-\infty }^{+\infty }e^{-{\frac {x^{2}}{2}}}\mathrm {d} x={\sqrt {2\pi }}} (integrale di Eulero)
{\displaystyle \int _{0}^{+\infty }{e^{-x^{2}}\,\mathrm {d} x}={\frac {1}{2}}{\sqrt {\pi }}}
{\displaystyle \int _{0}^{+\infty }{{\frac {x}{e^{x}-1}}\,\mathrm {d} x}={\frac {\pi ^{2}}{6}}}
{\displaystyle \int _{0}^{+\infty }{{\frac {x^{3}}{e^{x}-1}}\,\mathrm {d} x}={\frac {\pi ^{4}}{15}}}
{\displaystyle \int _{0}^{+\infty }{\frac {\sin(x)}{x}}\,\mathrm {d} x={\frac {\pi }{2}}}
{\displaystyle \int _{-\infty }^{+\infty }{\frac {\sin(x)}{x}}\,\mathrm {d} x=\pi }
{\displaystyle \int _{0}^{+\infty }x^{z-1}\,e^{-x}\,\mathrm {d} x=\Gamma (z)} ({\displaystyle \Gamma } denota la funzione Gamma)
{\displaystyle \int _{0}^{1}{\frac {1}{\sqrt {1-t^{3}}}}\,\mathrm {d} t={\frac {1}{3}}\mathrm {B} \left({\frac {1}{3}},{\frac {1}{2}}\right)} (integrale ellittico), {\displaystyle \mathrm {B} \left(p,q\right)} denota la funzione Beta
{\displaystyle \int _{0}^{\frac {\pi }{2}}\ln(\cos(x))\,\mathrm {d} x=\int _{0}^{\frac {\pi }{2}}\ln(\sin(x))\,\mathrm {d} x=-{\frac {\pi }{2}}\ln(2)}
Per calcolare il valore di questo integrale conviene usare una delle proprietà della trasformata di Fourier, secondo cui se {\displaystyle S(f)={\mathcal {F}}\{s(t)\}} allora {\displaystyle S(0)=\int _{-\infty }^{+\infty }s(t)\mathrm {d} t}. Questo discende direttamente dalla definizione, infatti, indicando con {\displaystyle i} l'unità immaginaria, risulta
{\displaystyle S(f)=\int _{-\infty }^{+\infty }s(t)e^{-i2\pi ft}\mathrm {d} t}
di conseguenza
{\displaystyle S(0)=\int _{-\infty }^{+\infty }s(t)e^{-i2\pi \cdot 0\cdot t}\mathrm {d} t=\int _{-\infty }^{+\infty }s(t)\mathrm {d} t}
Per risolvere l'integrale proposto, conviene fare la sostituzione {\displaystyle x=\pi t}, da cui {\displaystyle \mathrm {d} x=\pi \mathrm {d} t} e l'integrale diventa
{\displaystyle \pi \int _{-\infty }^{+\infty }{\frac {\sin(\pi t)}{\pi t}}\mathrm {d} t}
Ciò che si deve fare è calcolare la trasformata di Fourier di {\displaystyle {\frac {\sin(\pi t)}{\pi t}}}, e per far questo introduciamo la funzione {\displaystyle {\textit {rect}}(t)}, definita come segue
{\displaystyle {\textit {rect}}(t)=\left\{{\begin{array}{ll}1&{\textit {se}}\quad |t|<{\frac {1}{2}}\\0&{\textit {altrimenti}}\end{array}}\right.}
Calcoliamo la trasformata di Fourier di tale funzione, risulta
{\displaystyle {\mathcal {F}}\{{\textit {rect}}(t)\}=\int _{-\infty }^{+\infty }{\textit {rect}}(t)e^{-i2\pi ft}\mathrm {d} t=}
{\displaystyle =\int _{-{\frac {1}{2}}}^{\frac {1}{2}}e^{-i2\pi ft}\mathrm {d} t=[{\frac {e^{-i2\pi ft}}{-i2\pi f}}]_{t=-{\frac {1}{2}}}^{t={\frac {1}{2}}}=}
{\displaystyle {\frac {e^{-i\pi f}-e^{i\pi f}}{-i2\pi f}}={\frac {e^{i\pi f}-e^{-i\pi f}}{i2\pi f}}={\frac {\sin(\pi f)}{\pi f}}}
dove l'ultima relazione è stata desunta dalla formula di Eulero, secondo cui {\displaystyle \sin(\theta )={\frac {e^{i\theta }-e^{-i\theta }}{2i}}}
Si è quindi dimostrato che la trasformata di Fourier di {\displaystyle {\textit {rect}}(t)} è {\displaystyle {\frac {\sin(\pi f)}{\pi f}}}.
Secondo la proprietà della dualità della trasformata di Fourier, risulta che se {\displaystyle S(f)={\mathcal {F}}\{s(t)\}} allora {\displaystyle s(-f)={\mathcal {F}}\{S(t)\}}. Pertanto la trasformata di Fourier di {\displaystyle {\frac {sin(\pi t)}{\pi t}}} è {\displaystyle {\textit {rect}}(-f)}, ma la funzione {\displaystyle {\textit {rect}}} è pari, di conseguenza {\displaystyle {\textit {rect}}(f)={\textit {rect}}(-f)}, pertanto la trasformata di Fourier di {\displaystyle {\frac {\sin(\pi t)}{\pi t}}} è la funzione {\displaystyle {\textit {rect}}(f)}.
Ricordando la proprietà enunciata inizialmente, risulta
{\displaystyle \int _{-\infty }^{+\infty }{\frac {\sin(x)}{x}}\mathrm {d} x=\pi \int _{-\infty }^{+\infty }{\frac {\sin(\pi t)}{\pi t}}\mathrm {d} t=\pi \cdot {\textit {rect}}(0)=\pi \cdot 1=\pi }
{\displaystyle \int _{-\infty }^{+\infty }\cos(x^{2})\,\mathrm {d} x=\int _{-\infty }^{+\infty }\sin(x^{2})\,\mathrm {d} x={\sqrt {\frac {\pi }{2}}}} (integrali di Fresnel)
{\displaystyle \int _{0}^{\pi }\ln(1-2\alpha \cos \,x+\alpha ^{2})\,\mathrm {d} x=2\pi \ln |\alpha |}
{\displaystyle \int _{0}^{+\infty }{xe^{-x^{3}}\,\mathrm {d} x}={\frac {1}{3}}\Gamma \left({\frac {2}{3}}\right)}
{\displaystyle \int _{0}^{+\infty }x^{z}\,e^{-\beta x^{\alpha }}\,\mathrm {d} x=\left(\alpha \beta ^{\frac {z+1}{\alpha }}\right)^{-1}\Gamma \left({\frac {z+1}{\alpha }}\right)}

## Funzioni speciali da integrali trigonometrici e iperbolici
Integral seno e variante:
{\displaystyle {\rm {Si}}(x)=\int _{0}^{x}{\frac {\sin t}{t}}\,\mathrm {d} t}
{\displaystyle {\rm {si}}(x)=-\int _{x}^{+\infty }{\frac {\sin t}{t}}\,\mathrm {d} t={\rm {Si}}(x)-{\frac {1}{2}}\pi }
Integral coseno e varianti:
{\displaystyle {\rm {Ci}}(x)=\gamma +\ln x+\int _{0}^{x}{\frac {\cos t-1}{t}}\,\mathrm {d} t}
{\displaystyle {\rm {Cin}}(x)=\int _{0}^{x}{\frac {1-\cos t}{t}}\,\mathrm {d} t}
{\displaystyle {\rm {ci}}(x)=-\int _{x}^{+\infty }{\frac {\cos t}{t}}\,\mathrm {d} t}
Integral seno iperbolico:
{\displaystyle {\rm {Shi}}(x)=\int _{0}^{x}{\frac {\sinh t}{t}}\,\mathrm {d} t={\rm {shi}}(x)}
Integral coseno iperbolico:
{\displaystyle {\rm {Chi}}(x)=\gamma +\ln x+\int _{0}^{x}{\frac {\cosh t-1}{t}}\,\mathrm {d} t={\rm {chi}}(x)}